# Шван, Генрих Кристиан
Генрих Кристиан Шван (нем. Heinrich Christian Schwan; 5 апреля 1819, Хорнебург — 29 мая 1905, Кливленд) — американский лютеранский пастор, третий президент Лютеранской церкви — Синод Миссури с 1878 по 1899 год.

## Биография
Генрих Шван родился в Германии в 1819 году. В 1842 году окончил Гёттингенский и Йенский университеты. 13 сентября 1843 года был рукоположен в сан пастора, после чего был направлен на миссионерскую работу в Байе, Бразилия. 4 апреля 1849 года Шван женился на Эмме Блюме.
В 1850 году он принял приглашение Салемской лютеранской церкви, Блэк Джек, штат Миссури, где 15 сентября стал пастором. В 1852 году он был призван в Сионскую лютеранскую церковь в Кливленде, штат Огайо. На этой должности он проработал более тридцати лет до своего ухода в отставку. Помимо этого Шван работал на различных должностях в Синоде Миссури, а в 1878 году возглавил церковь.
В 1893 году он получил почетную степень доктора богословия в лютеранской семинарии норвежской лютеранской церкви. В 1896 году под его руководством было осуществлено издание версии краткого катехизиса Лютера, принятое в Синоде Миссури.